# Pheucticus ludovicianus
Pheucticus ludovicianus là một loài chim hót ăn hạt trong họ Cardinalidae. Nó sinh sống ở vùng ôn đới và mát mẻ ở Bắc Mỹ và di cư đến các khu vực nhiệt đới khác ở châu Mỹ trong mùa đông.

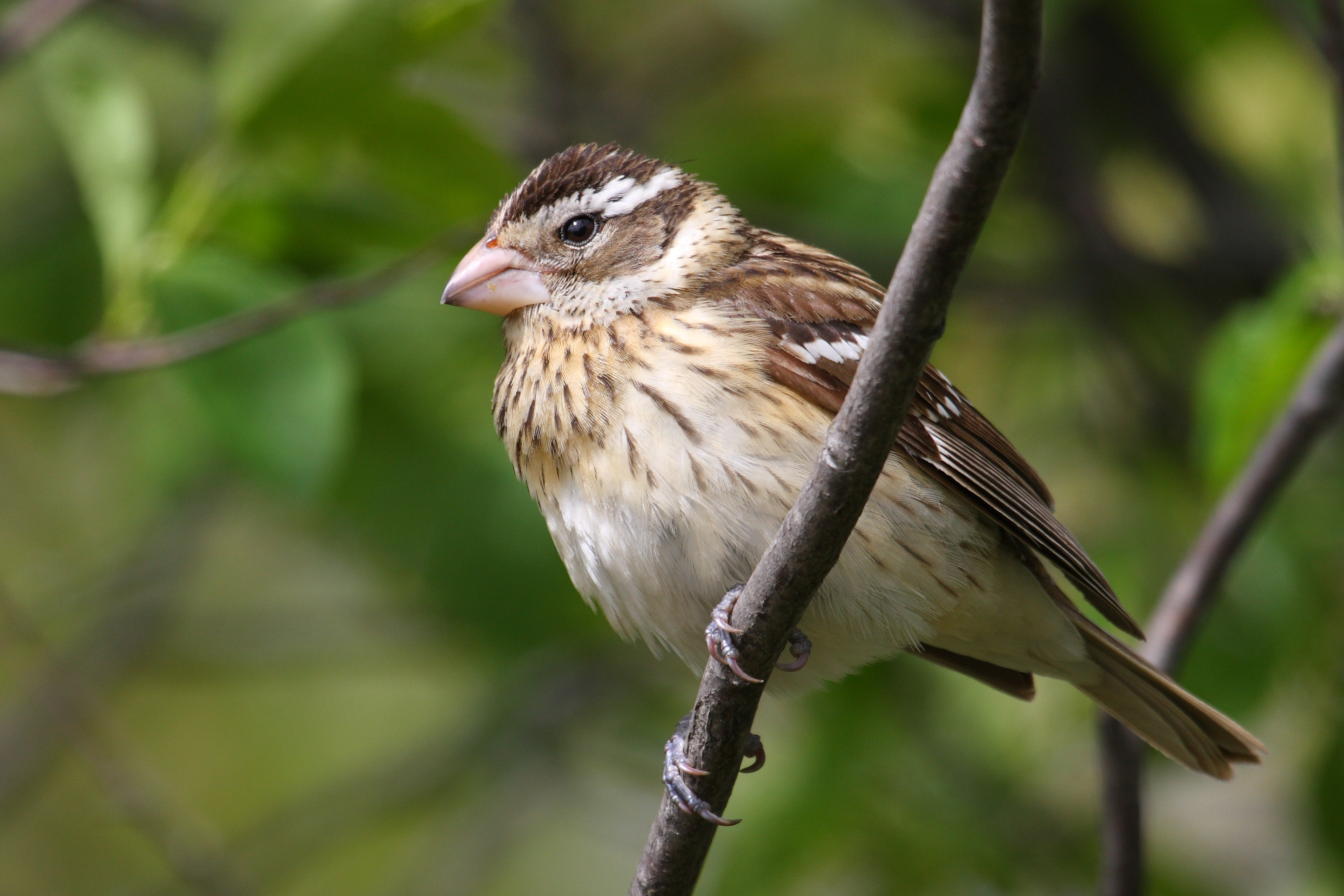
Con trống trưởng thành

Con chim trưởng thành trung bình dài 18–19 cm (7,1–7,5 in) và nặng 45–47 g (1,6–1,7 oz). Tại bất cứ độ tuổi nào ở hai giới, mỏ chúng đều có màu sừng tối, chân và mắt màu tối.

## Cước chú
1. ↑  Stiles & Skutch (1989), Hilty (2003)
2. ↑  Olson et al. (1981), Stiles & Skutch (1989), Hilty (2003).